# Palazzo del Nunzio Apostolico

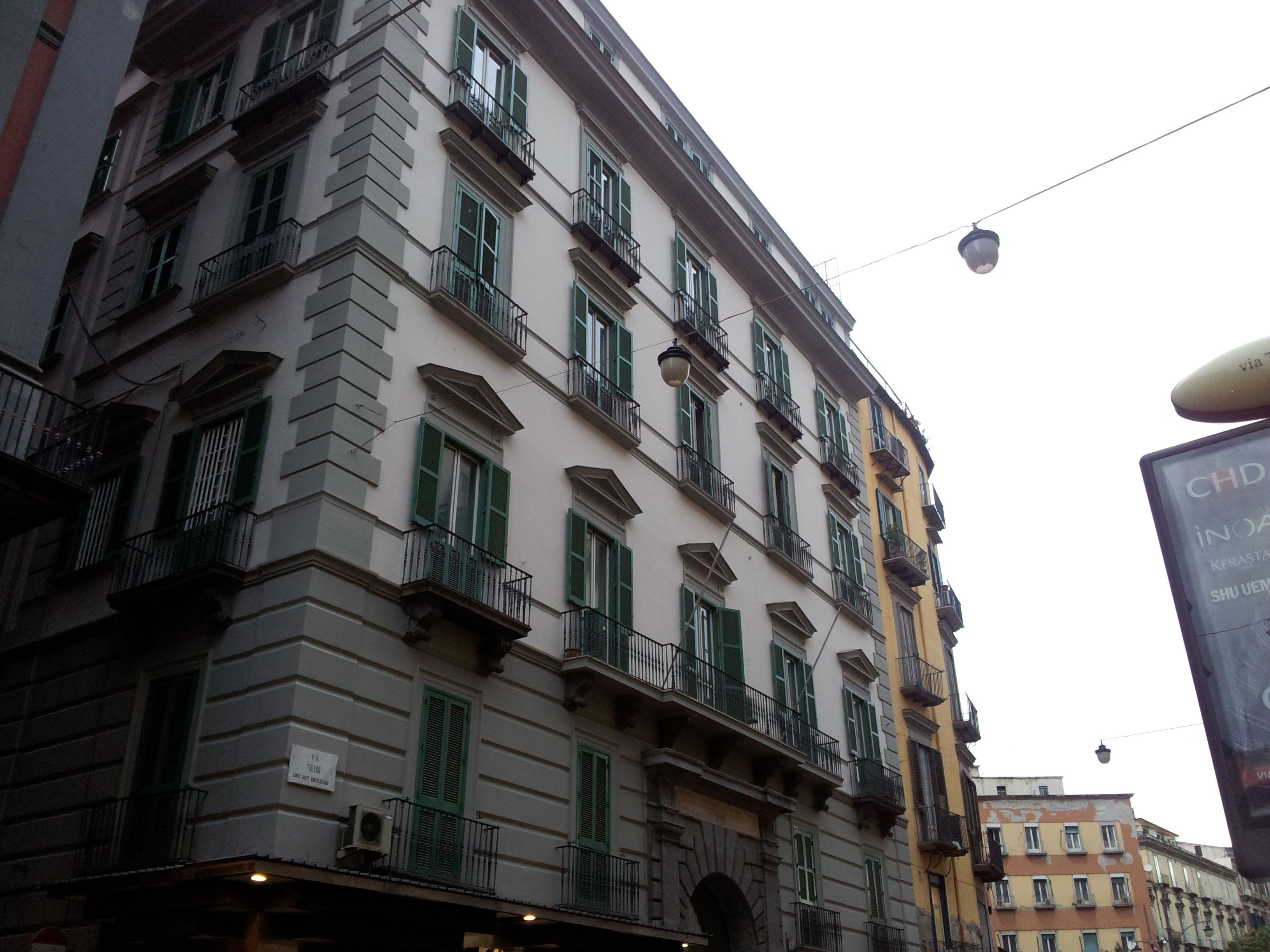
Palazzo del Nunzio Apostolico in Neapel

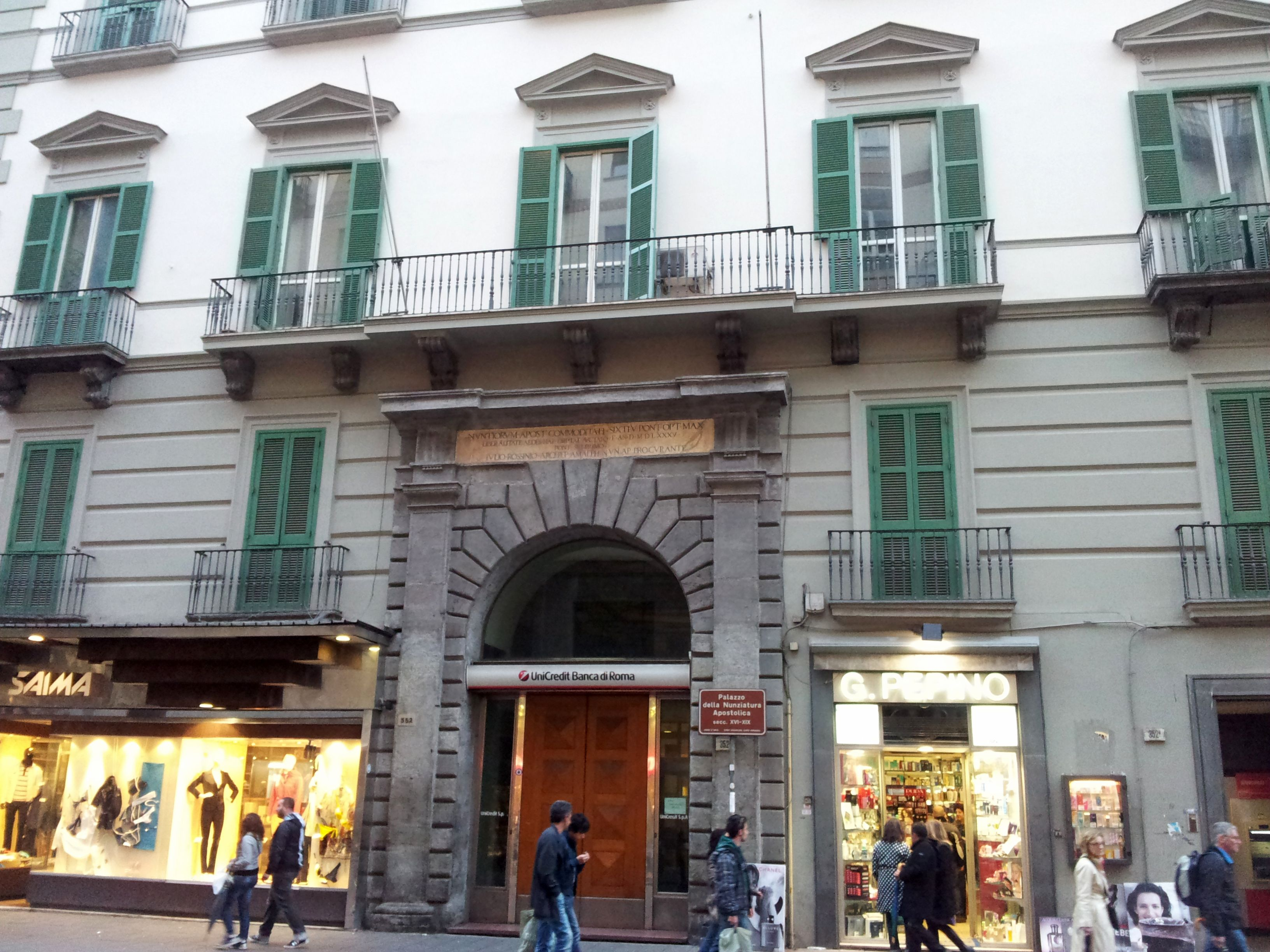
Das Eingangsportal

Der Palazzo del Nunzio Apostolico (auch Palazzo della Nunziatura Apostolica) ist ein Palast aus dem 16. Jahrhundert im Viertel Montecalvario in Neapel in der italienischen Region Kampanien. Er liegt in der Via Toledo 352.

## Geschichte
1585 wurde im Auftrag des Erzbischofs vom Amalfi und apostolischen Nuntius Giulio Rossino nach dem Willen von Papst Sixtus V. ein bereits existierendes Gebäude aus dem 16. Jahrhundert gekauft und erweitert.
1656 platzten die Kanäle des Abwassersystems, das unter der Via Toledo verlief, aufgrund einer Verstopfung durch die vielen Leichen der Pestepidemie von 1656, was schwere Schäden an dem Palast verursachte und für einige Zeit unbewohnbar machte. 1667 wurde der Palast dank des Interesses von Papst Alexander VII. unter der Leitung von Bonaventura Presti im Barockstil restauriert. Diesem war auch das Design der verschwenderischen Fassade, reich an Dekorationen, zu verdanken, wie Paolo Petrini in seinem Werk Facciate delli palazzi più cuspicui della città di Napoli von 1718 berichtet.
1826 wurde der Palast erneut umgebaut, und zwar unter der Leitung von Bauingenieur Vincenzo Lenci im damals modernen Stil des Klassizismus, wobei die Dekorationen aus dem 17. Jahrhundert verlorengingen. Von dem alten Gebäude ist nur das Portal aus dem 16. Jahrhundert erhalten.
Die Nutzung des Gebäudes, das bis 1860, dem letzten Jahr des Königreichs beider Sizilien, Sitz der Apostolischen Nuntiatur in Neapel war, wurde ab der zweiten Hälfte des 19. Jahrhunderts mehrere Male geändert: Es wurde zum Hotel Regina e Toledo, danach zum Kino (Sala Roma), dann zum Sitz der Banco di Santo Spirito, dann zum Sitz der Banco di Roma (später UniCredit) und schließlich ab Mitte 2017 zu einem Bekleidungsgeschäft.